# Protium guacayanum
Protium guacayanum är en tvåhjärtbladig växtart som beskrevs av José Cuatrecasas. Protium guacayanum ingår i släktet Protium och familjen Burseraceae. Inga underarter finns listade i Catalogue of Life.